# Радім Брейте
Радім Брейте (чеськ. Radim Breite, нар. 10 серпня 1989, Крупка) — чеський футболіст, півзахисник клубу «Сігма» (Оломоуць) та національної збірної Чехії. Виступав також за низку чеських клубів. Володар Кубка Чехії.

## Клубна кар'єра
Радім Брейте народився 1989 року в місті Крупка, та є вихованцем футбольної школи клубу «Тепліце». У 2008 році Брейте розпочав грати в основній команді клубу, проте за сезон провів лише 1 матч, і з 2009 по 2010 рік грав у складі команд «Арсенал» (Чеська Ліпа) та «Часлав».
На початку 2011 року футболіст перейшов до клубу «Варнсдорф», у складу якого грав до 2015 року, та став гравцем основного складу команди. Протягом 2015—2016 років Брейте знову виступав у складі клубу «Тепліце».
У 2016 році півзахисник уклав контракт з клубом «Слован», у складі якого грав до 2020 року. З 2020 року Брейте грає у складі клубу «Сігма» (Оломоуць). У складі команди в сезоні 2024—2025 років футболіст став володарем Кубка Чехії.

## Виступи за збірну
У 2020 році Радім Брейте провів свій єдиний матч у складі національної збірної Чехії.

## Титули і досягнення
- Володар Кубка Чехії (1):

«Сігма» (Оломоуць): 2024–2025